# Marilyn Ramenofsky
Marilyn Ramenofsky (ur. 11 maja 1946 w Phoenix) – amerykańska pływaczka, srebrna medalistka olimpijska z Tokio.
Zawody w 1964 były jej jedynymi igrzyskami olimpijskimi. Zdobyła srebro na dystansie 400 m stylem dowolnym, wyprzedziła ją jedynie rodaczka Ginny Duenkel. 